# Lycée Jean-Pierre-Vernant
Le lycée Jean-Pierre-Vernant, autrefois lycée de Sèvres et rebaptisé ainsi après la mort de Jean-Pierre Vernant en 2007, est un lycée d'enseignement général français situé à Sèvres (Hauts-de-Seine).
Il est ouvert en 1920 en tant qu’établissement pour jeunes filles. Dans les années 1950, il fait fonction de lycée pilote, lié au Centre international d'études pédagogiques. Aujourd'hui, il abrite des classes des sections internationales de Sèvres.

## Histoire
En 1920 est fondé à Sèvres une école d'application de l'École normale supérieure de jeunes filles. Lors de la Seconde Guerre mondiale, l'occupant allemand s'installe dans le bâtiment. À la Libération, l'école de jeunes filles ne rouvre pas mais, en 1945, accueille à la place le Centre international d'études pédagogiques créé par Gustave Monod, directeur de l'Enseignement de second degré, dans le cadre des « classes nouvelles » : il s'agit d'un lieu d'enseignement et d'expérimentation de nouvelles méthodes pédagogiques, avec comme principe directeur la participation de l'individu à sa propre formation, le fait que l'élève devienne central et que toutes les disciplines se valent. Tardivement, il est rattaché à une collectivité territoriale, le lycée ayant été pendant plusieurs années tenu à l'écart de la décentralisation par le ministère de l'Éducation nationale.

## Initiatives pédagogiques et technologiques

### Années 1970
En 1974, dans un objectif novateur d'initiation à l'informatique des élèves et enseignants intéressés, le lycée Jean-Pierre-Vernant, à Sèvres, a intégré l'opération ministérielle dite « Expérience des 58 lycées » : utilisation de logiciels et enseignement du langage de programmation LSE, en club informatique de lycée,, pour 58 établissements de l’enseignement secondaire. À cet effet, dans une première phase, quelques professeurs du lycée, enseignants de diverses disciplines, furent préalablement formés de manière lourde à la programmation informatique. Dans une seconde phase, l'établissement fut alors doté d'un ensemble informatique en temps partagé (référencé sur le site de l'avenue Léon-Journault) et comprenant : un mini-ordinateur français CII Mitra 15 avec disque dur, un lecteur de disquettes 8 pouces, plusieurs terminaux écrans claviers Sintra TTE, un téléimprimeur Teletype ASR-33 (en) et le langage LSE implémenté ; tous ces moyens ayant permis de mettre en œuvre cette démarche expérimentale sur le terrain, avec du matériel informatique ultra-moderne pour l'époque.
Une classe préparatoire aux grandes écoles d'art situées principalement en région parisienne (Boulle, Estienne, ENSAAMA, Duperré, Cergy-Pointoise, ENSAD, ENSBA...) est ouverte qui offre la seule préparation publique de ce type. L'admission se déroule sur épreuves et attire des étudiants de toute la France en raison de son taux de réussite proche de 100%.  Assimilée aux MANAA (mise à niveau en arts appliqués), la formation est restructurée et intégrée à une préparation à de diplômes supérieurs (BTS et DMA) proposés par l'établissement lui-même.

## Classement du lycée
En 2015, selon L'Express, le lycée se classe 41e sur 52 au niveau départemental quant à la qualité d'enseignement.
Le lycée est classé 464e au niveau national dans le classement des lycées 2024 du Figaro. Ce classement est basé sur les indicateurs de résultat des lycées du ministère de l’Éducation nationale et de la Jeunesse et s'établit sur trois critères : le taux de réussite au bac, la proportion d'élèves de première qui obtient le baccalauréat en ayant fait les deux dernières années de leur scolarité dans l'établissement, et la valeur ajoutée (calculée à partir de l'origine sociale des élèves, de leur âge et de leurs résultats au diplôme national du brevet).

## Personnalités liées aux lycée

### Anciens élèves
- Barbara Carlotti, chanteuse
- Manu Chao, chanteur
- Mylène Farmer, chanteuse
- Guillaume Gallienne, acteur
- Greg Guillotin, vidéaste
- Nathalie Kosciusko-Morizet[17], femme politique
- Loïc de La Mornais, journaliste à France Télévisions
- Emmanuel Larcenet, dessinateur[18]
- Stéphane Laurent, historien de l'art
- Camille Rowe-Pourcheresse, mannequin
- Ludivine Sagnier[19], actrice
- Delphine Seyrig, actrice[20]
- Hugo Travers, vidéaste et journaliste
- Jemima West, actrice

### Professeurs
- Thibault Richard, professeur d'histoire-géographie
- François Brune (Bruno Hongre), professeur de français dans les années 1980
- Sylvain Ciavaldini professeur de design